# Peinture étrusque

La Tomba dei leopardi du site des nécropoles de Monterozzi

La peinture étrusque représente une des manifestations les plus élevées de l’art et de la civilisation étrusque. Elle a une importance considérable pour le fait qu’il s’agit du plus important exemple de l’art figuratif pré-romain, et même le premier chapitre de la peinture italique et italienne, précédé en Europe par la peinture minoenne et mycénienne, et contemporain de la peinture grecque. Grâce aux heureuses découvertes relatives surtout à la peinture funéraire, la peinture étrusque constitue aujourd’hui le plus important patrimoine pictural de l’humanité relatif à l’Antiquité.

## Histoire
La peinture étrusque se développe dans le cours des divers siècles du VIIIe siècle av. J.-C. au IIe siècle av. J.-C., contemporaine avec la plus évolutive peinture grecque qui l'a influencée dans beaucoup d’aspects, tout en développant aussi son autonomie pour les usages spécifiques que la civilisation étrusque a fait d’elle (disproportions anatomiques voulues de l'esthétique étrusque). La peinture étrusque nous fournit aussi une idée de ce qu'avait dû être la peinture grecque, cette dernière étant demeurée sans traces.
La peinture étrusque nous est parvenue de divers fonds :
- Les fresques découvertes dans les tombes de diverses nécropoles de l’Étrurie (certaines ont été transférées  des parois de tombes originales dans plusieurs musées : les Tombe des Biges, Tombe du Triclinium, Tombe du Lit Mortuaire au musée archéologique national de Tarquinia ; Tombe du quadrige infernal au musée de  Palerme).
- La peinture des vases suivant les principes des céramiques attiques.
- Quelques fragments de peintures d‘édifices publics comme les temples.

## Les fresques étrusques

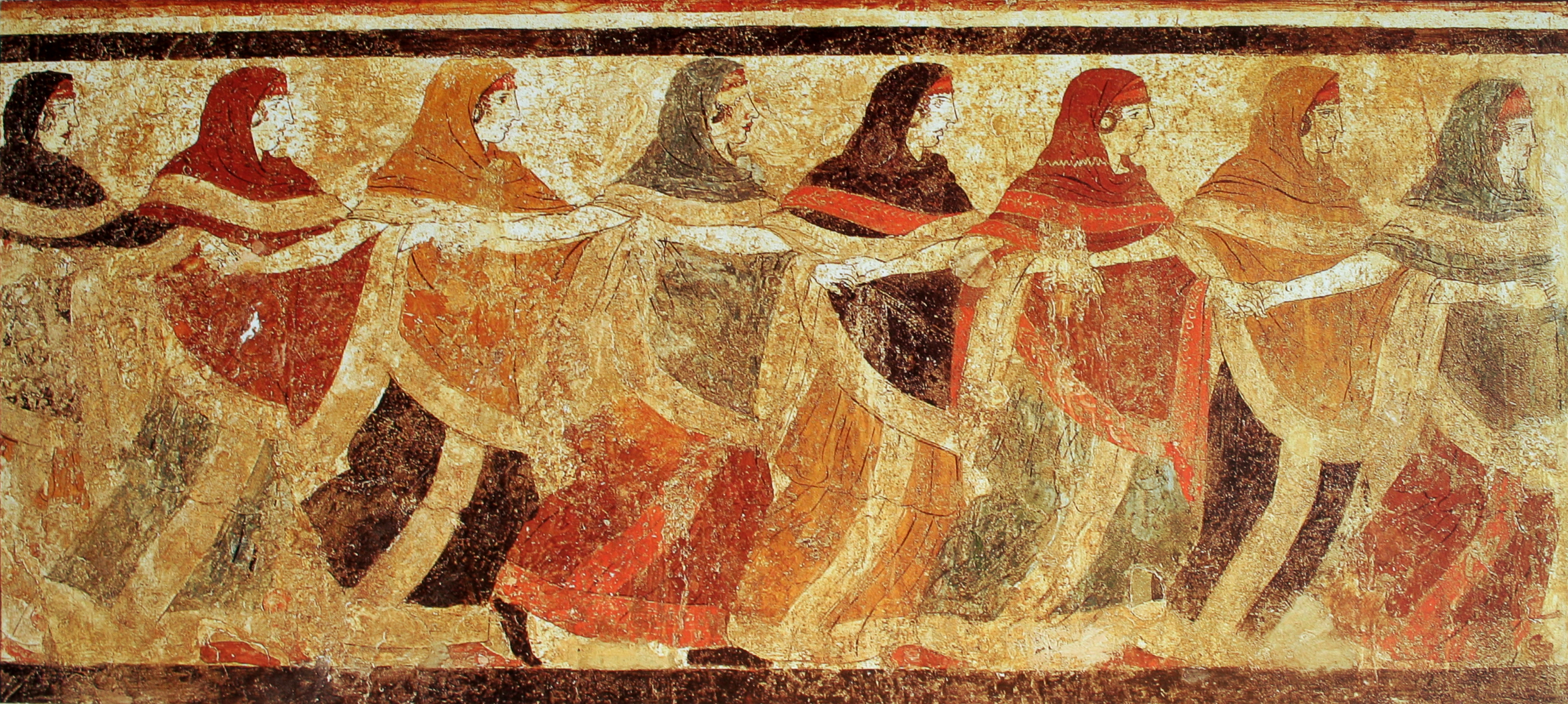
File:Femmes peucètes dansant, fresque dans le tombeau de Ruvo di Puglia. 450-400 BCE.

La technique picturale la plus utilisée chez les Étrusques est la fresque de laquelle nous conservons de remarquables exemples dans les tombes des nécropoles, surtout celle de Monterozzi, le site des nécropoles de  Tarquinia. Cette technique inconnue des Égyptiens mais familière en Crète et en Grèce, consiste à peindre sur du plâtre frais le sujet choisi, de façon que lorsque le plâtre sèche la peinture, s’amalgamant avec lui, elle devient partie intégrante du mur et a résisté depuis de nombreux siècles (cela explique que la quasi-totalité des expressions figuratives étrusques et romaines retrouvées jusqu’à aujourd’hui soient celles des fresques).
La similitude de forme et de taille de certains des éléments (chevaux de tombes de Monterozzi) laisse supposer l'utilisation de gabarit (peut-être en métal) pour la reproduction de grandes figures « à la silhouette ».
Plusieurs destinations se précisent suivant les périodes :
Intentions décoratives :

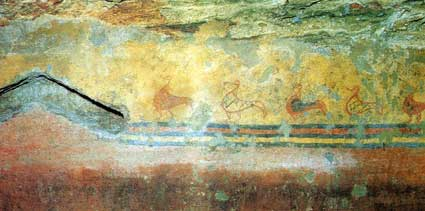
Tombe des Canards.

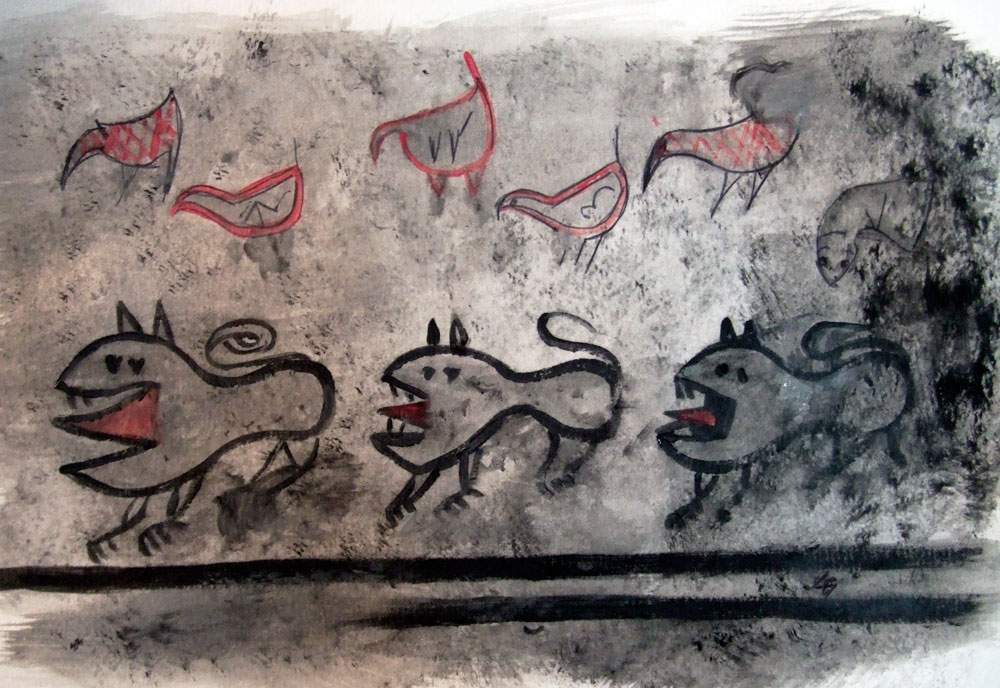
Tombe des Lions Rugissants (vue d'artiste).

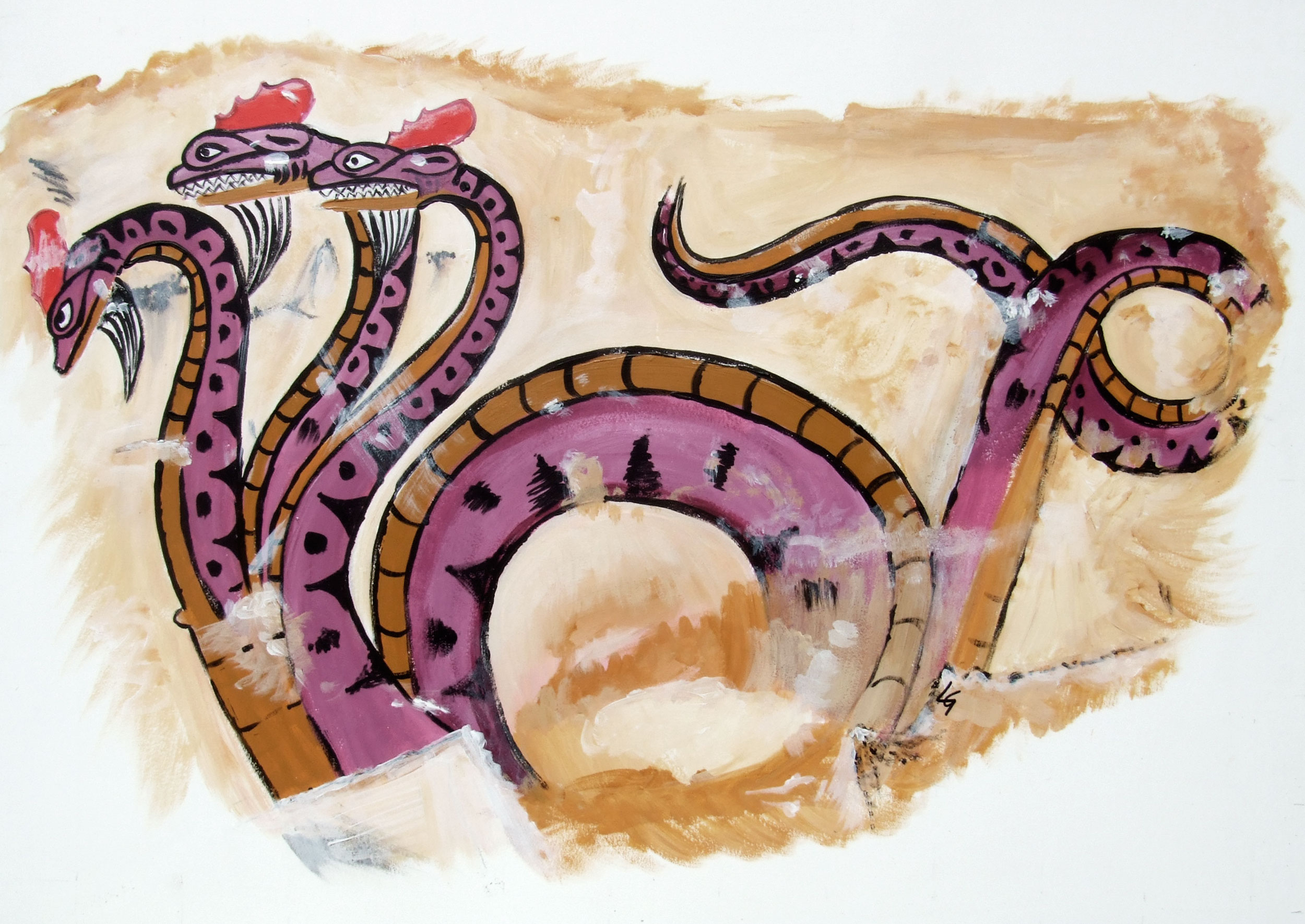
Serpent mythique de la Tombe du quadrige infernal (vue d'artiste).

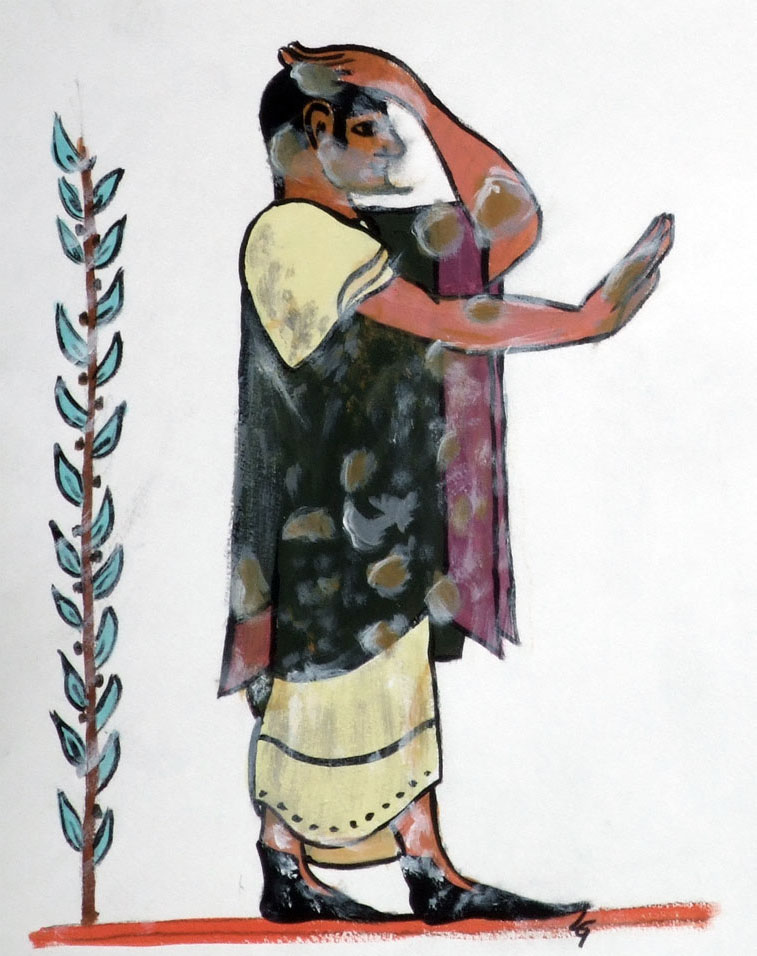
Pleureur de la Tombe des Augures (vue d'artiste).

Après  des peintures géométriques  et des représentations très stylisées (Frise des Tombe des Canards, Tombe des Lions Rugissants), la période orientalisante (VIIe siècle av. J.-C.) apporte des motifs animaliers exotiques (léopards, lions, animaux fabuleux) sans rapport avec les caractères locaux.  
Peintures substitutives et utilitaires :
La période archaïque étrusque amène la représentation du défunt et vers le IVe siècle av. J.-C., et surtout à destination du défunt seul, dans l'ombre de sa tombe, les scènes peintes représentent soit des scènes de rites funèbres, de banquets organisés pour les défunts, de danses de lamentations, de courses et de jeux gymniques, de compétitions équestres et de tours de bateleurs, de représentations et de danses mimétiques. À partir du milieu du IVe siècle av. J.-C., la technique des aplats est abandonnée au profit d'une perspective assez simple pour suggérer les effets de profondeur et de volume (Tombe de la Chasse et de la Pêche de Monterozzi).
Spéculation mystique  :
L'évocation de l'au-delà apparaît (Tombe Golini II, Orvieto, vers -300 ; Tombe Bruschi, vers -200) avec la représentation du défunt, accompagné ou non de son épouse (Tombe Golini I, Orvieto, vers -320),  entouré de ses serviteurs et dans un cadre ou apparaît Aita et un trompe-l'œil de la porte de l'Enfer.
Fierté des fonctions publiques:
Pendant la période classique étrusque, ce sont les thèmes mythologiques qui sont abordés ainsi que le Panthéon grec, réinterprété par la mythologie étrusque.

### Nécropoles conservant des tombes décorées de fresques

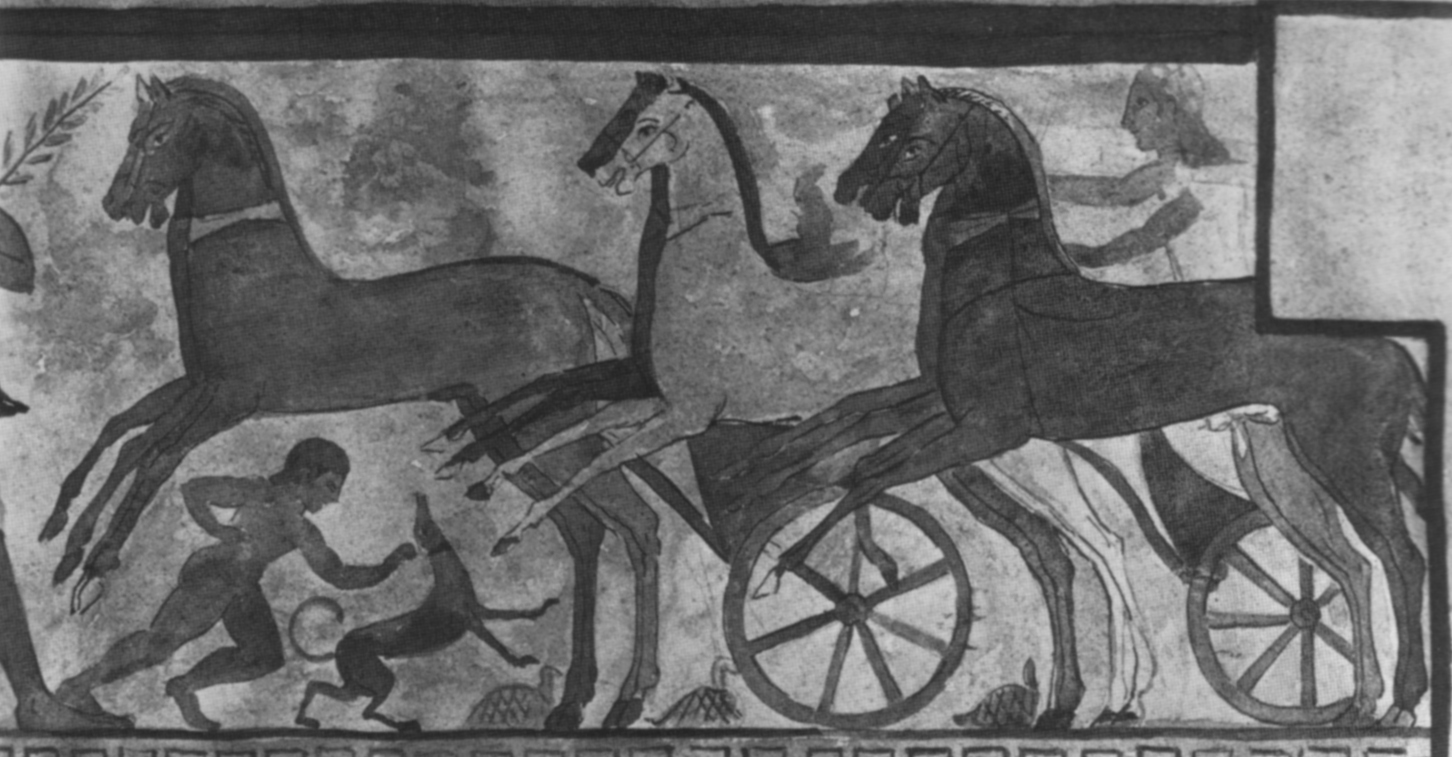
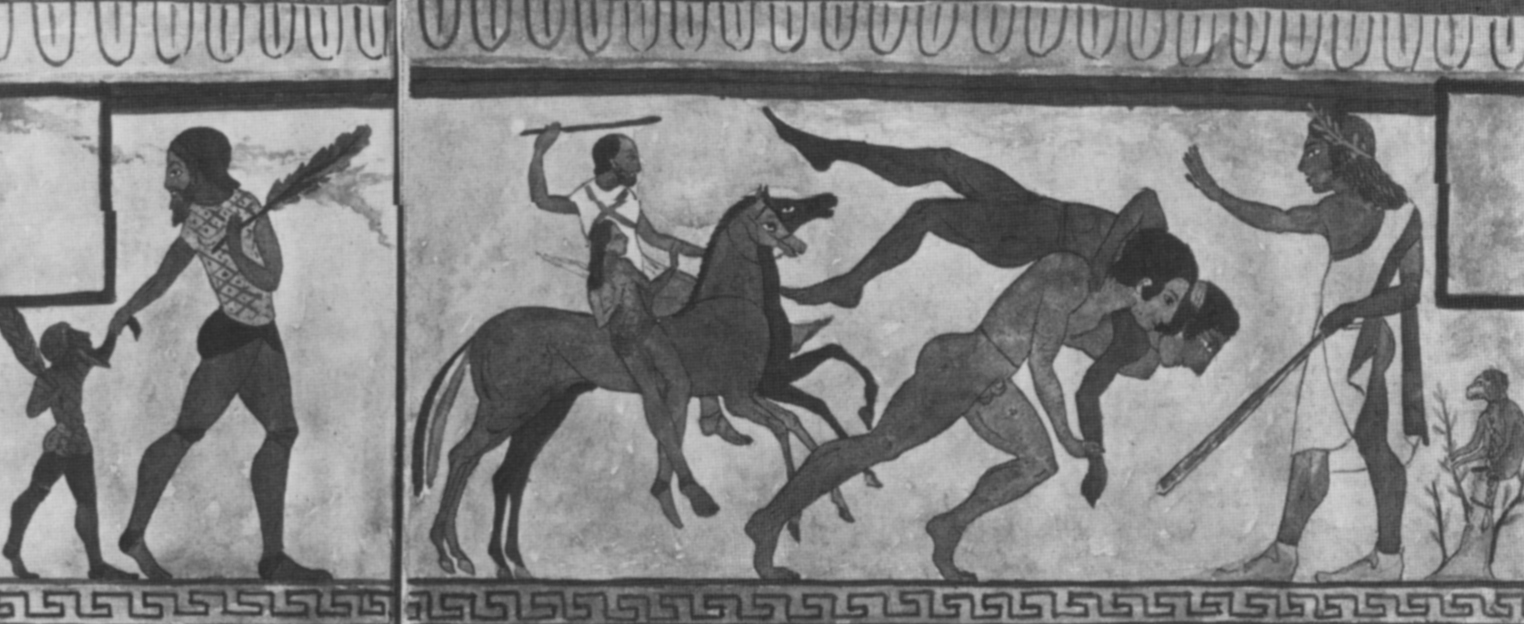
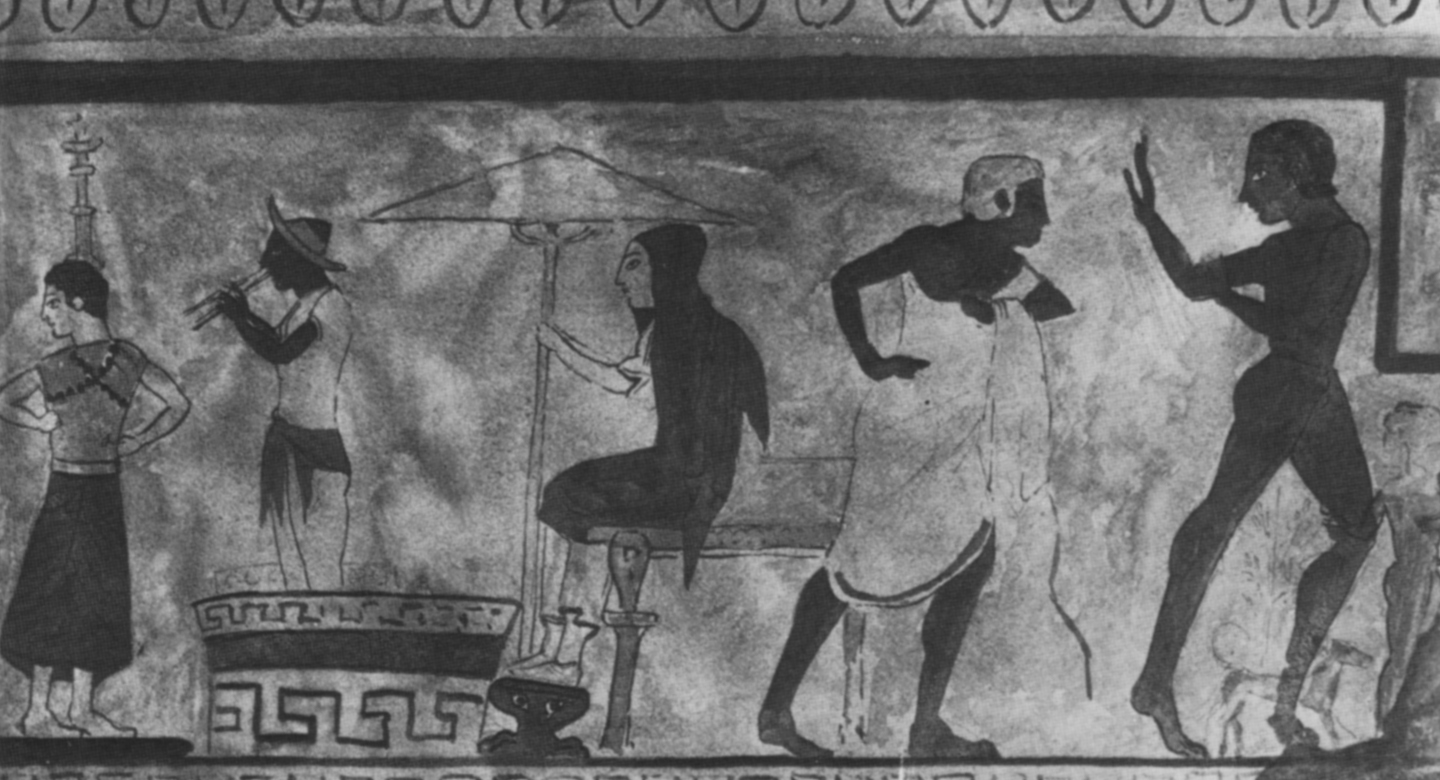
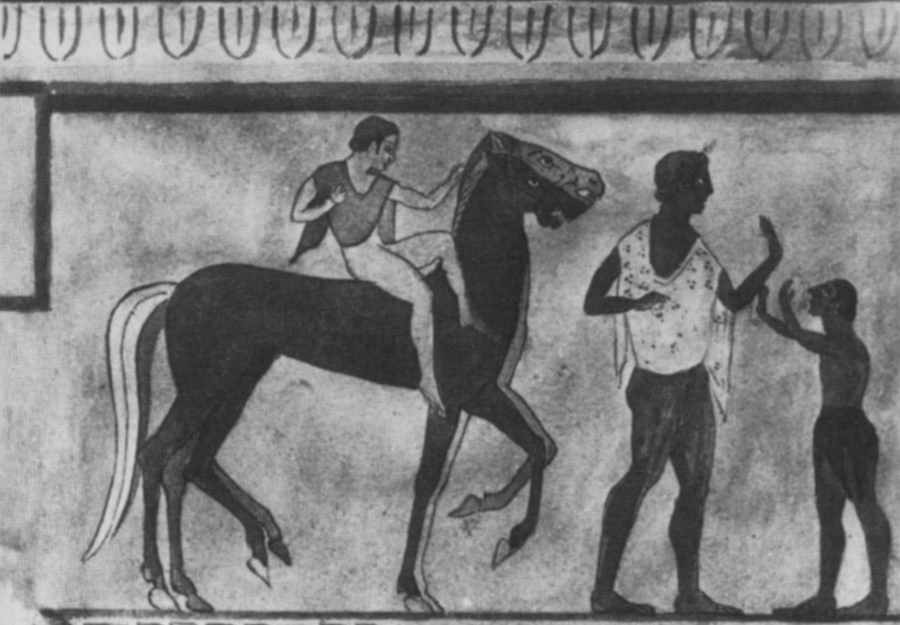

- La nécropole de Monterozzi près de Tarquinia, avec plus de 200 tombes décorées sur les 6 000 du site des nécropoles
- La nécropole de Banditaccia de Cerveteri, avec plus de 10 tombes
- La Tomba della Scimmia de la nécropole de Poggio Renzo, près de Chiusi
- La nécropole de Vulci (Tombe François)
- La nécropole de Sarteano (Tomba della quadriga infernale)
- La nécropole de Veto (Tomba delle Anatre)
- Orvieto
- Tuscania
- Populonia
- San Giuliano
- Magliano in Toscana
- Orte
- Blera
- Ansedonia
- Santo Stefano.

Fresques du site de Monterozzi :

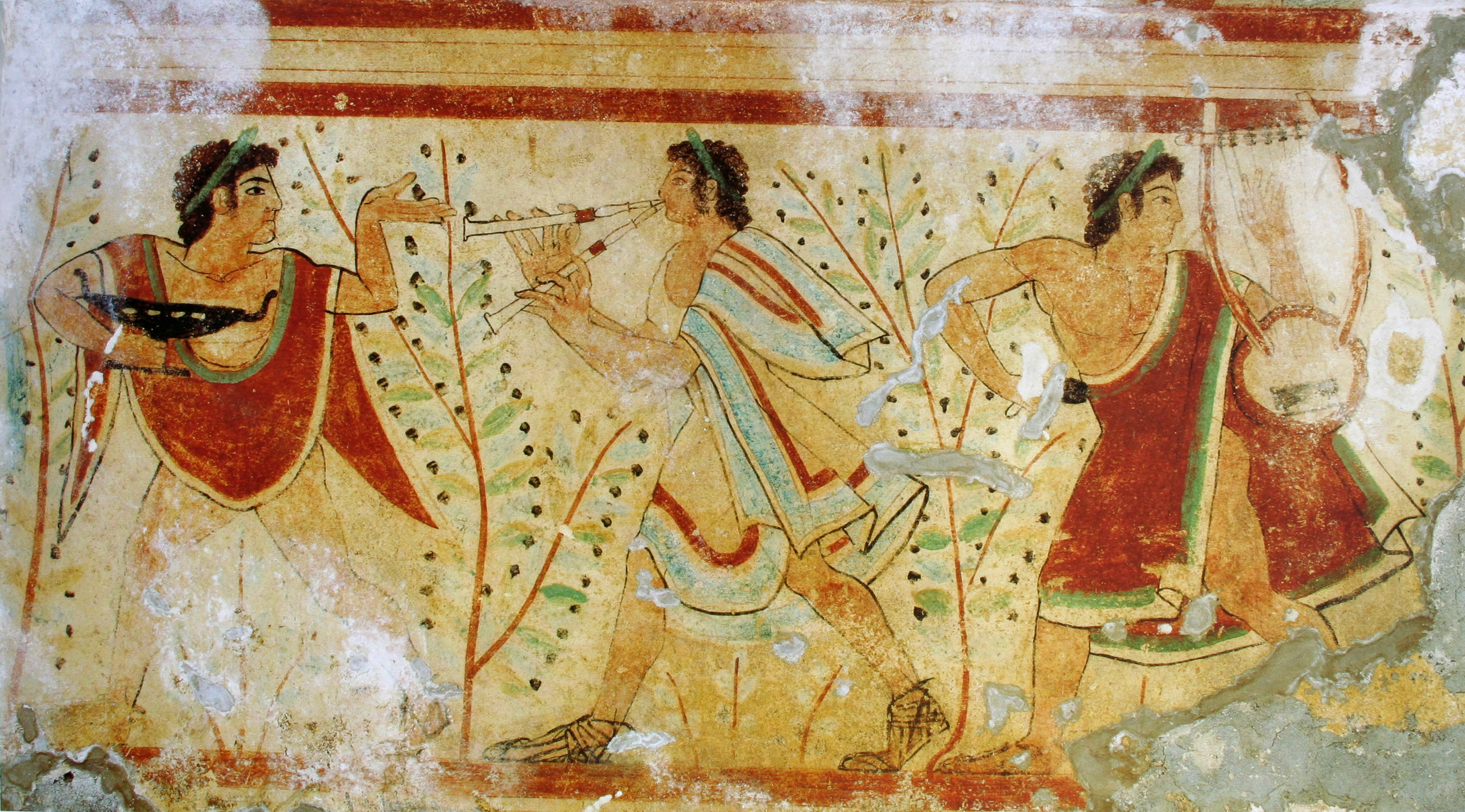
Fresque de la Tombe des Léopards
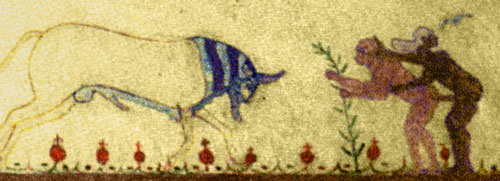
Tombe des Taureaux.
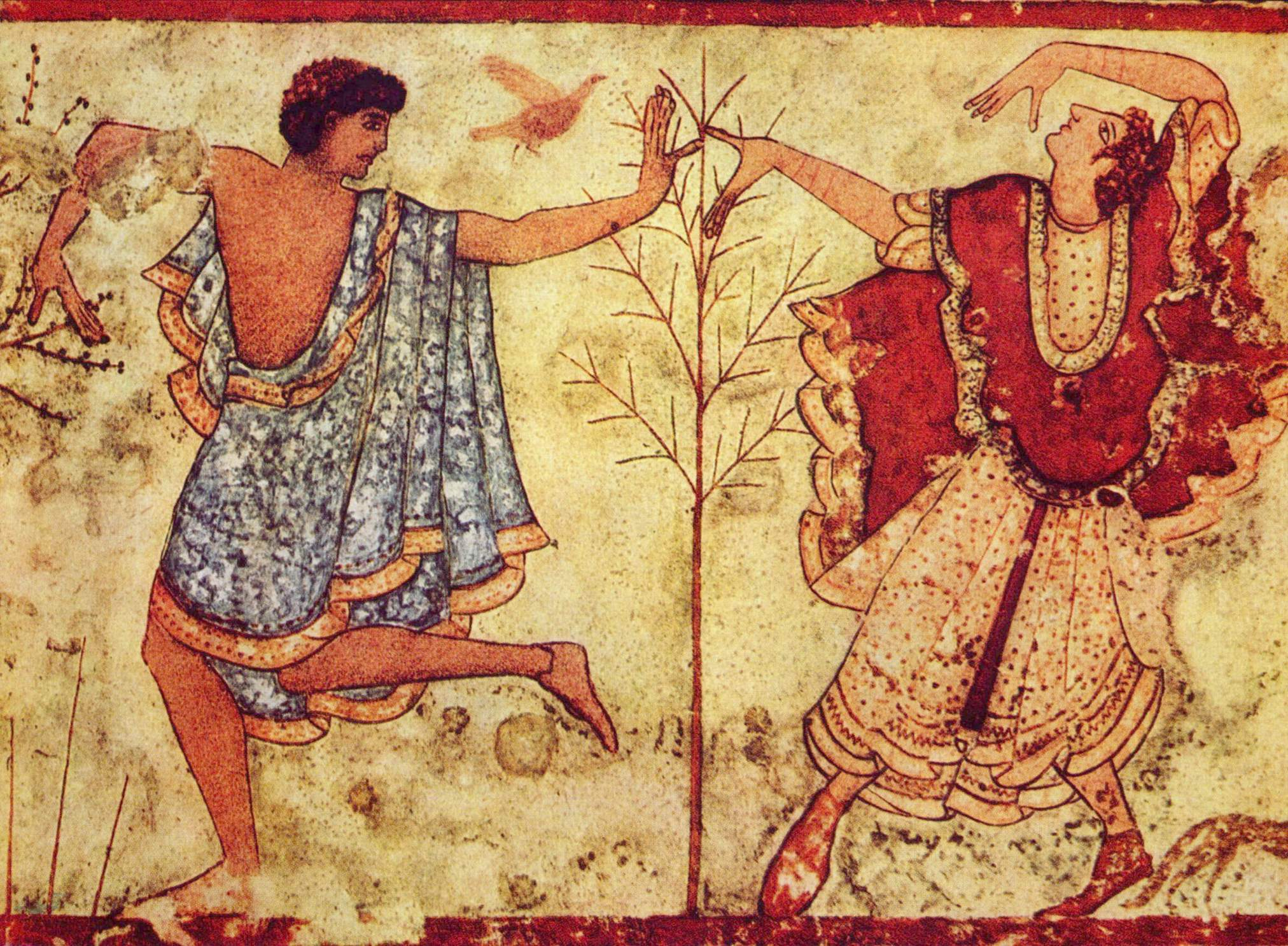
Tombe du Triclinium.
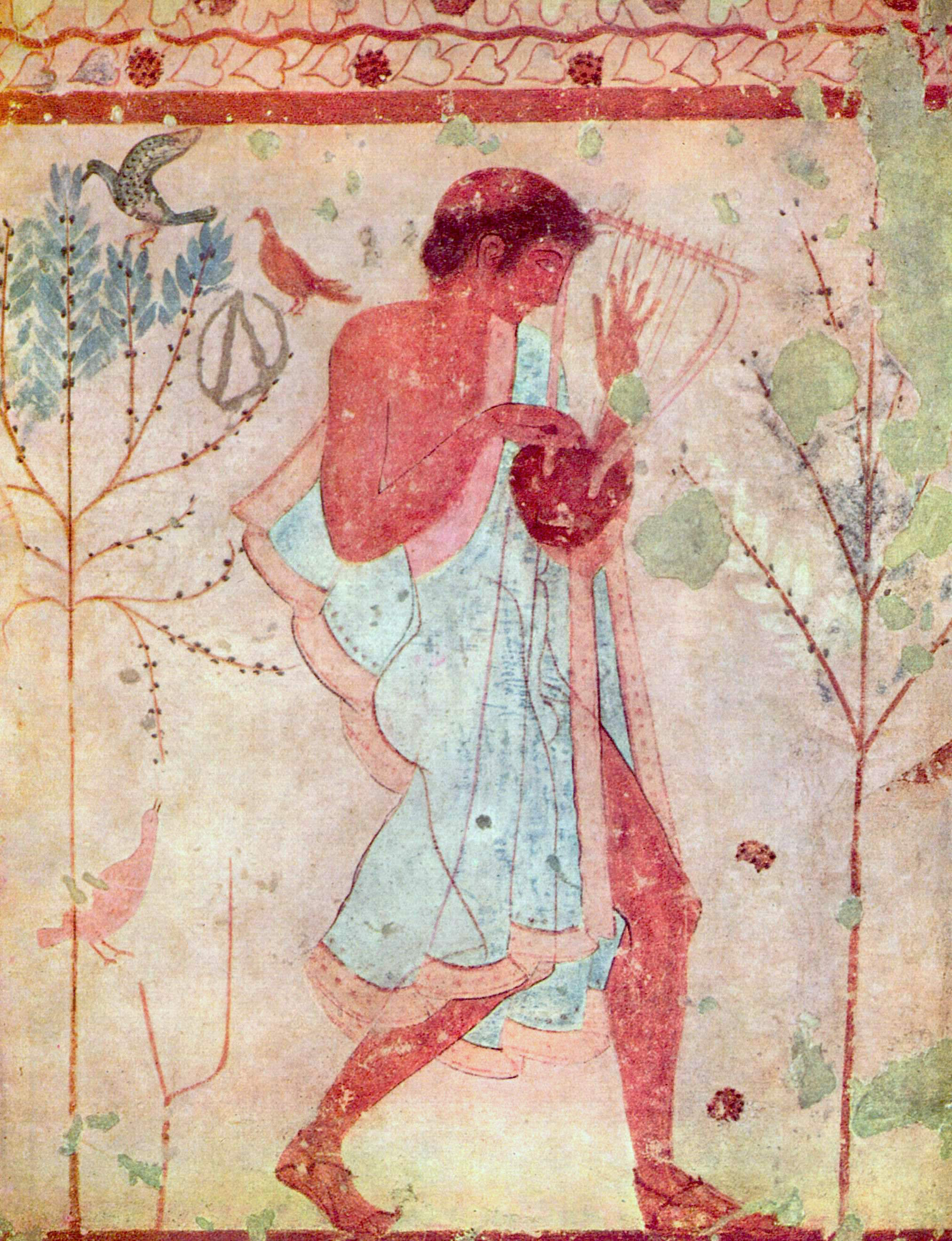
Sonneur de lyre, fresque de la Tombe du Triclinium.

Fresques du site de Chiusi (Tomba della Scimmia) :